# Blue Chips - Basta vincere
Blue Chips - Basta vincere (Blue Chips) è un film del 1994 di William Friedkin.

## Trama
Pete Bell è un coach di basket in un college, combattuto tra la fame di vittoria e i limiti delle severe regole dell'NCAA.

## Produzione
Tra gli interpreti figurano i giocatori dell'NBA Shaquille O'Neal e Penny Hardaway.
La pellicola ha incassato 20.070.000 dollari.